# Ламская (Становлянский район)
Ламска́я — деревня Ламского сельсовета Становлянского района Липецкой области. Стоит на правом берегу реки Семенек.
Деревня, была заселена в XVII веке ефремовскими детьми боярскими. В Переписной книге Ефремовского уезда за 1680 год указаны Беловы, Сапрыкин, Шеховцев, Егурнов.
В Российском государственном архиве древних актов (фонд 1209, опись 77, столбец, Елец—Ефремов, 23829, часть 7, лист 2) хранится чертеж 1680 г. Из спорного дела детей боярских д.Ломской с И.И. и А.И.Мещериновыми о земле, на которой поселились дети боярские в Городцком стане /Чертеж межевщика Василия Безобразова 189 г. Ноябрь/.
Таким образом, время основания деревни следует считать до 1680 года.
Как деревня крестьян-однодворцев Ламская упоминается в документах 1776 года .
Название связано селом Ламское (центр поселения), которое примыкает к Ламской на юге. Сегодня оба селения фактически единый населенный пункт.

## Население
| 2010 |
| ---- |
| 64   |